# 扭曲男

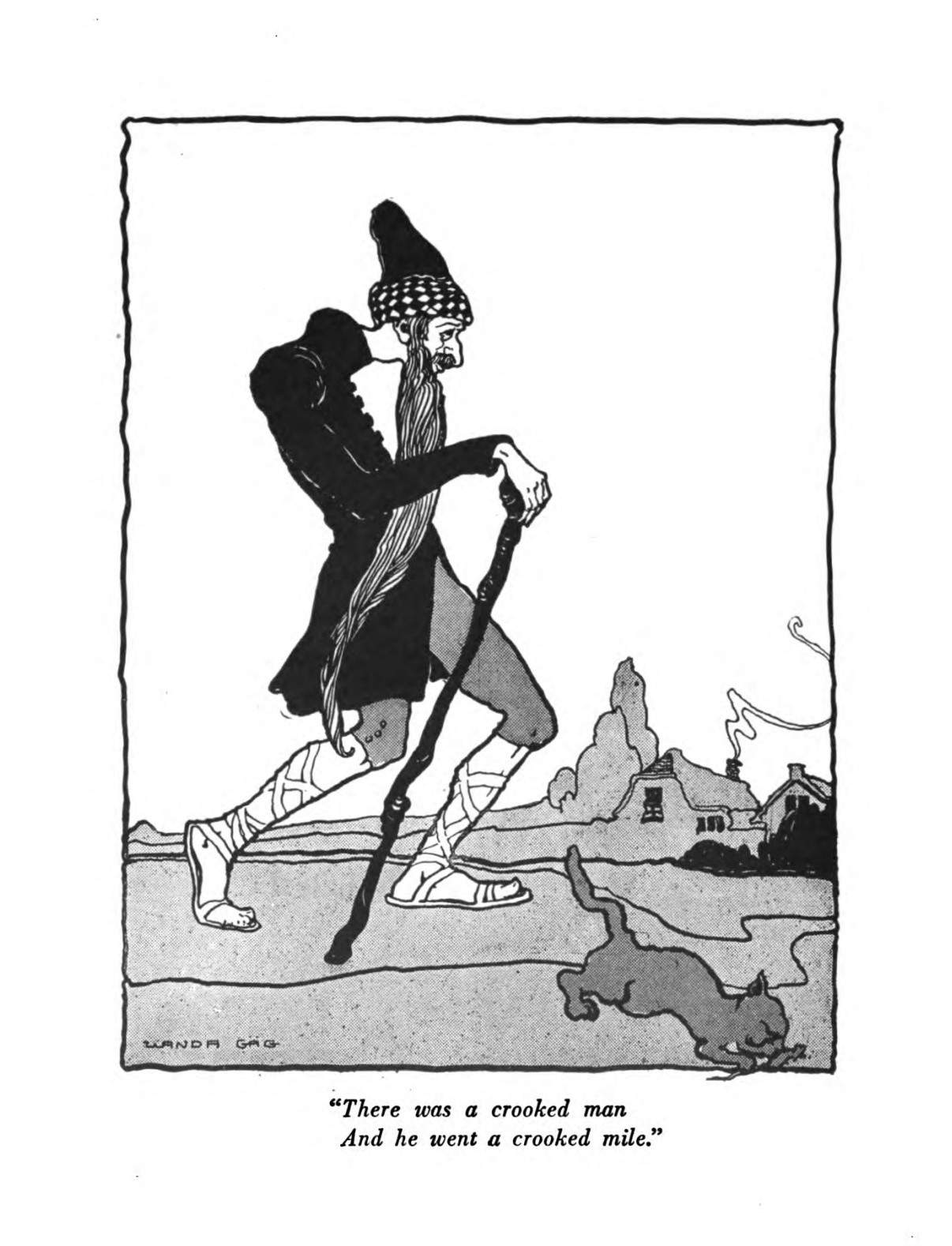
由汪達·佳谷繪製的扭曲男

〈扭曲男〉（There was a Crooked Man）是一首英語童謠。

## 來源
這首童謠首先由James Orchard Halliwell於1842年錄製：
| There was a crooked man, and he walked a crooked mile. He found a crooked sixpence upon a crooked stile. He bought a crooked cat, which caught a crooked mouse, and they all lived together in a little crooked house. |  | 有一個扭曲的男人，他走在扭曲的路上， 他在扭曲的階梯上找到了扭曲的六便士； 他買了一隻扭曲的貓，抓住了一隻扭曲的老鼠， 他們住在一棟扭曲的房子裡。 |

這首童謠在二十世紀初開始普及。該童謠的起源位於倫敦東北約70英里處，曾經繁榮的羊毛商人村莊拉文罕 （页面存档备份，存于），受到當地特殊的半木結構房屋的啟發，這些房屋以不規則的角度傾斜，彷彿它們正在支撐著彼此。另有人認為這首童謠係暗喻英國歷史，特別是英國斯圖亞特王朝國王查理一世時期（1600-1649），扭曲男代表蘇格蘭將軍亞歷山大·萊斯利爵士 （页面存档备份，存于），他簽署了保障蘇格蘭宗教和政治自由的盟約；「扭曲的階梯」指英格蘭和蘇格蘭之間的邊界；「他們住在一棟扭曲的房子裡」則代表英國人和蘇格蘭人最終達成協議的事實──儘管兩國仍然存在敵意，但由於擁有共同邊界，他們不得不尋求共處之道。